# Enicospilus aequalis
Enicospilus aequalis är en stekelart som först beskrevs av Szepligeti 1906.  Enicospilus aequalis ingår i släktet Enicospilus och familjen brokparasitsteklar. Inga underarter finns listade i Catalogue of Life.